# Самарін Іван Васильович
Самарін Іван Васильович (1817, Петербург — 1885, Москва) — актор театру, драматург і педагог.
Народився 7 (19) січня в сім'ї кріпака. У 1837 році закінчив Московське театральне училище (педагог — М. С. Щепкін) і вступив до трупи Малого театру. Ранні ролі (Молчалін в «Лихо з розуму» О. С. Грибоєдова і Хлестаков в «Ревізорі» М. В. Гоголя) допомогли Самаріну проявити комічний талант, однак за ним закріпилося амплуа першого драматичного коханця. Однією з найбільш успішних ролей стала зіграна в 1839 році роль Чацького в «Лихо з розуму». Перший виступ Самаріна в цій ролі не був вдалим. Але він продовжував працювати над сценічним образом, і незабаром багато сучасники вважали що Самаріну повною мірою вдалося створити гармонійний образ, передати і особисту, і громадську драму Чацького. Багато ролей було зіграно ним у комедіях Шекспіра.
Самарін виявив себе і як театральний педагог: з 1862 року він викладав в Московському театральному училищі (в числі його учнів Г. М. Федотова, Н. О. Нікуліна), а з 1874 керував драматичним відділенням при Московській консерваторії.
Перу Івана Самаріна належать п'єси «Ранок вечора мудріший» (1864), «Перемелеться — мука буде» (1865), «Самозванець Лубу» (1868), що ставилися в провінції.